# عتيقة كروية لامعة
عتيقة كروية لامعة (الاسم العلمي:Archaeoglobus fulgidus) هي نوع من العتائق تتبع جنس العتيقة الكروية من فصيلة العتيقية الكروية.